# IC 562
IC 562 је спирална галаксија у сазвјежђу Секстант која се налази на листи објеката дубоког неба у Индекс каталогу.
Деклинација објекта је - 3° 58' 19" а ректасцензија 9h 46m 4,0s. Привидна величина (магнитуда) објекта IC 562 износи 14,2 а фотографска магнитуда 15,0. IC 562 је још познат и под ознакама MCG -1-25-36, IRAS 09435-0344, PGC 28011.